# 77-ма зенітна ракетна бригада (РФ)
77-ма зенітна ракетна бригада — зенітне ракетне з'єднання ППО Сухопутних військ РФ. Бригаду дислоковано в місті Коренівськ Краснодарського краю.
Умовне найменування — Військова частина № 33742 (в/ч 33742). Скорочене найменування — 77-а зрбр. З'єднання перебуває у складі Південного військового округу.

## Історія
1 грудня 2014 року у складі військ Південного військового округу сформована 77-ма зенітна ракетна бригада з місцем дислокації у місті Кореновск Краснодарського краю.
У 2015 році бригада завершила навчання на зенітну ракетну систему С-300В4 у 106-му навчальному центрі військ ППО Сухопутних військ у Оренбурзі. Після навчання бригада перемістилася на полігон Капустін Яр, де на базі 167-го навчального центру бойового застосування військ ППО Сухопутних військ було проведено перше бойове злагодження з'єднання.
У жовтні 2015 року бригада здійснила марш на полігон Ашулук, де в ході виконання бойових стрільб лише однією ракетою уразила ракету-імітатор балістичної ракети «Кабан».

## Командири
- Полковник Новосьолов Володимир Костянтинович (2014—2019)[1]
- Істінов Євген В'ячеславович (2019 — досі)